# Fuchibotulus
Genre
Fuchibotulus est un genre d'araignées aranéomorphes de la famille des Trachelidae.

## Distribution
Les espèces de ce genre se rencontrent en Afrique du Sud et au Mozambique.

## Liste des espèces
Selon World Spider Catalog (version 17.5, 14/10/2016) :
- Fuchibotulus bicornis Haddad & Lyle, 2008
- Fuchibotulus haddadi Lyle, 2013
- Fuchibotulus kigelia Haddad & Lyle, 2008

## Publication originale
- Haddad & Lyle, 2008 : Three new genera of tracheline sac spiders from southern Africa (Araneae: Corinnidae). African Invertebrates, vol. 49, no 2, p. 37-76.